# Joppidium caeruleipenne
Joppidium caeruleipenne là một loài tò vò trong họ Ichneumonidae.